# Хіль Едуард Анатолійович
Едуард Анатолійович Хіль (рос. Эдуард Анатольевич Хиль; нар.4 вересня 1934, Смоленськ — †4 червня 2012, Санкт-Петербург) — радянський і російський оперний і естрадний співак (баритон), народний артист РРФСР (1974).

## Біографія
Едуард Анатолійович Хіль (ім'я при хрещенні — Георгій) народився 4 вересня 1934 року в Смоленську в родині механіка.
Зі слів Едуарда Хіля, народився у 1933, але під час евакуації документи було втрачено і при відновленні була зробленна помилка.
1960 року закінчив Ленінградську консерваторію.
В 1977—1979 р. викладав сольний спів у Лгитмик.
Едуард Хіль брав участь в концертах аж до своєї хвороби у квітні 2012 року, від якої він так і не оговтався. Помер 4 червня 2012 року в Санкт-Петербурзі. Похований там 7 червня 2012 р. на Смоленському кладовищі.

## Пісні
Едуард Хіль виконував такі популярні пісні як «С чего начинается Родина?», «Не плачь, девчонка», «Как провожают пароходы», «Я шагаю по Москве», «Трус не играет в хоккей», «Два брата», «Как хорошо быть генералом», «Берёзовый сок», «Солнечная баллада», «Как, скажи, тебя зовут?», «На безымянной высоте» та багато інших.

## Фільмографія
- 1961 — У важкий час — вокал («Балади про солдат»)
- 1962 — Черемушки — вокал
- 1963 — Два неділю — вокал («Блакитні міста»)
- 1964 — Весняний настрій (телеспектакль)
- 1964 — Коли пісня не кінчається — вокал
- 1965 — Рано вранці — вокал («Коли ми виходимо в дорогу з тобою…»)
- 1965 — Тайговий десант — вокал («Ми прийшли з тобою в тайгу…»
- 1965 — У перший час — камео
- 1965 — Давайте знайомитися: місяць Травень — Співак
- 1966 — Товариш пісня (кіноальманах) — вокал («Я люблю тебе»)
- 1967 — Хроніка пікіруючого бомбардувальника — вокал (немає в титрах)
- 1968 — Стара, стара казка — вокал
- 1968 — Удар! Ще удар! — Вокал («Гол у свої ворота»)
- 1968 — Місто і пісня — Співак
- 1969 — Викрадення — камео
- 1970 — Смерті немає, хлопці — вокал
- 1974 — Я служу на кордоні — вокал («Гроза від нас йде назад»)
- 1974 — Едуард Хіль (документальний фільм, режисер — Марина Голдовській)
- 1975 — Я — водолаз — 2 — вокал («Як добре бути генералом»)
- 1977 — Фронт за лінія фронту — вокал («А туман на луки лягає»)
- 1978 — Лицар із Княжий-містечка — вокал («Коли вщухнуть бої», «Одного разу настане день»)
- 1979 — балади про спорт
- 1981 — Кільце з Амстердама — вокал («Море НЕ закінчується ніде»)
- 1981 — Сім поради нот — камео
- 1981 — Дякую за нельотну погода — камео
- 1981 — Факти минулого дня — вокал («Планету обладнаємо на совість»)
- 1981 — Місто зустрічає друзів (телеспектакль)
- 1983 — водій автобус — вокал («Дорожню пісня»)
- 1985 — блакитні міста (фільм-концерт, на музика А. Петрова)
- 2004 — Ятінсотестс — Директор клубу
- 2009 — Любов до батьківських будинком — мешканці Толстовського Будинку
- 2009 — синьо море … білий пароплав … Валерія Гавриліна
- 2010 — Андрій Петров. Геній музики для всіх
- 2011 — Гріффін — камео
- 2011 — Байдужість — вокал
- 2011 — Анна Герман. Відлуння любові
- 2011 — Смішарики. Початок — вокал

## Визнання і нагороди
- Лауреат Другого Всеросійського конкурсу артистів естради (1962)
- Друга премія міжнародного фестивалю естрадної пісні у Сопоті (1965)
- Заслужений артист РРФСР (1968)
- Орден Трудового Червоного Прапора (1971)
- Народний артист РРФСР (1974)
- Премія Ленінського комсомолу (1976)
- Орден Дружби народів (1981)
- Орден «За заслуги перед Вітчизною» 4 ступеня (4 вересня 2009)
- приз імені Леоніда Утьосова
- Премія «Степовий вовк» в номінації «Інтернет» (13 червня 2010)
- Премія «Золотий грамофон» за пісню «Я дуже радий, адже я, нарешті, повертаюся додому» (26 листопада 2011)

## «Містер Трололо»
У 2010 році Едуард Хіль отримав всесвітню популярність внаслідок поширення в інтернеті запису з концерту 1976 року, де Хіль виконує вокаліз «Я дуже радий, адже я, нарешті, повертаюсь додому» (рос. Я очень рад, ведь я, наконец, возвращаюсь домой). Пісня швидко стала інтернет-мемом, відомим як «Трололо», а самого співака почали називати «містером Трололо».